# Titus Bramble
Titus Malachi Bramble (* 31. Juli 1981 in Ipswich) ist ein ehemaliger  englischer Fußballspieler. Der 1,88 Meter große Innenverteidiger stand zuletzt in der Premier League beim AFC Sunderland unter Vertrag, er war für seine physisch orientierte Spielweise bekannt.

## Sportlicher Werdegang
Bramble machte die ersten Schritte im organisierten Fußball in seiner Geburtsstadt bei Ipswich Town und feierte bereits im Alter von nur 17 Jahren sein Debüt in der Profimannschaft, die zu diesem Zeitpunkt in der zweitklassigen First Division aktiv war. Nachdem den „Tractor Boys“ im Jahr 2000 der Aufstieg in die Premier League gelungen war, eroberte sich Bramble einen Stammplatz in der Mannschaft, die überraschend den fünften Rang erreichte und in der folgenden Spielzeit 2001/02 im UEFA-Pokal nach Siegen gegen Torpedo Moskau und Helsingborgs IF erst an Inter Mailand scheiterte. Trotz dieser europäischen Achtungserfolge stieg Ipswich Town im selben Jahr aus der obersten englischen Spielklasse wieder ab, woraufhin Bramble, der während dieser Zeit zu mehreren Einsätzen in der englischen U-21-Auswahl gekommen war, für eine Ablösesumme in Höhe von sechs Millionen Pfund zu Newcastle United weiterzog.
Der Neuling beanspruchte auf Anhieb eine Führungsrolle im Team von Bobby Robson, wurde aber angesichts seiner einfachen Spielweise, die sich im Defensivverhalten auf häufige Befreiungsschläge beschränkt und sich im Zweikampf äußerst robust zeigt, stets ambivalent bewertet – negative Stimmen stuften Bramble zum Ende der Saison 2003/04 gar als schlechtesten Spieler der Premier League ein. Dem standen einige wichtige Tore gegenüber, darunter das entscheidende Tor zum 1:0-Sieg gegen den FC Chelsea, das im Jahr 2006 zum Einzug in den UI-Cup berechtigte, sowie ein Treffer im Hinspiel der Qualifikation für den UEFA-Pokal gegen den FK Ventspils, der nach einer weiteren guten Abwehrleistung beim 0:0 im Rückspiel das Weiterkommen in die Hauptrunde bedeutete. Im weiteren Verlauf des Wettbewerbs zog er sich gegen Eintracht Frankfurt im Dezember 2006 eine Verletzung zu, die seinen Unterschenkel auf das Doppelte seiner normalen Größe anschwellen ließ und stationär behandelt werden musste. Er kehrte zwar Ende Januar 2007 wieder in die Innenverteidigung an die Seite von Steven Taylor zurück, zeigte aber nach soliden Vorstellungen speziell bei der enttäuschenden 0:2-Niederlage gegen den AZ Alkmaar eine schwache Leistung, woraufhin ihn Trainer Glenn Roeder aus dem Team nahm. Vor allem nach der Rückkehr von Craig Moore und der Beständigkeit seiner Konkurrenten Taylor und Oguchi Onyewu spielte er keine Rolle mehr in den weiteren Planungen von Newcastle United.
Ablösefrei schloss sich Bramble im Juni 2007 dem Erstligakonkurrenten Wigan Athletic an und unterzeichnete dort einen Dreijahresvertrag. Entgegen seiner Zeit in Newcastle wurde er in seiner neuen Heimat schnell zu einem Publikumsliebling, wozu auch am 2. Januar 2008 der Ausgleichstreffer zum 1:1 beim FC Liverpool beitrug. Trainer Steve Bruce beförderte ihn erstmals in einer Ligapokalpartie gegen seinen Ex-Klub Ipswich Town zum Mannschaftskapitän und dieser übernahm bei den „Latics“ immer mehr eine Schlüsselrolle im Abwehrzentrum. Die Saison 2008/09 entwickelte sich zu der persönlichen besten Spielzeit für Bramble, die am Ende mit der Auszeichnung zum vereinsinternen Spieler des Jahres belohnt wurde. Spekulationen über einen möglichen Wechsel endeten im Juli 2009 damit, dass der Abwehrspieler einen neuen Kontrakt bis zum Ende der Saison 2011/12 unterzeichnete. Zur Saison 2010/11 wechselte Bramble zum AFC Sunderland.